# Passage Delessert
Pour les articles homonymes, voir Delessert.
Le passage Delessert est une voie du 10e arrondissement de Paris, en France.

## Situation et accès
Le passage Delessert est situé dans le 10e arrondissement de Paris. Il débute au 161, quai de Valmy et se termine au 8, rue Pierre-Dupont.

## Origine du nom

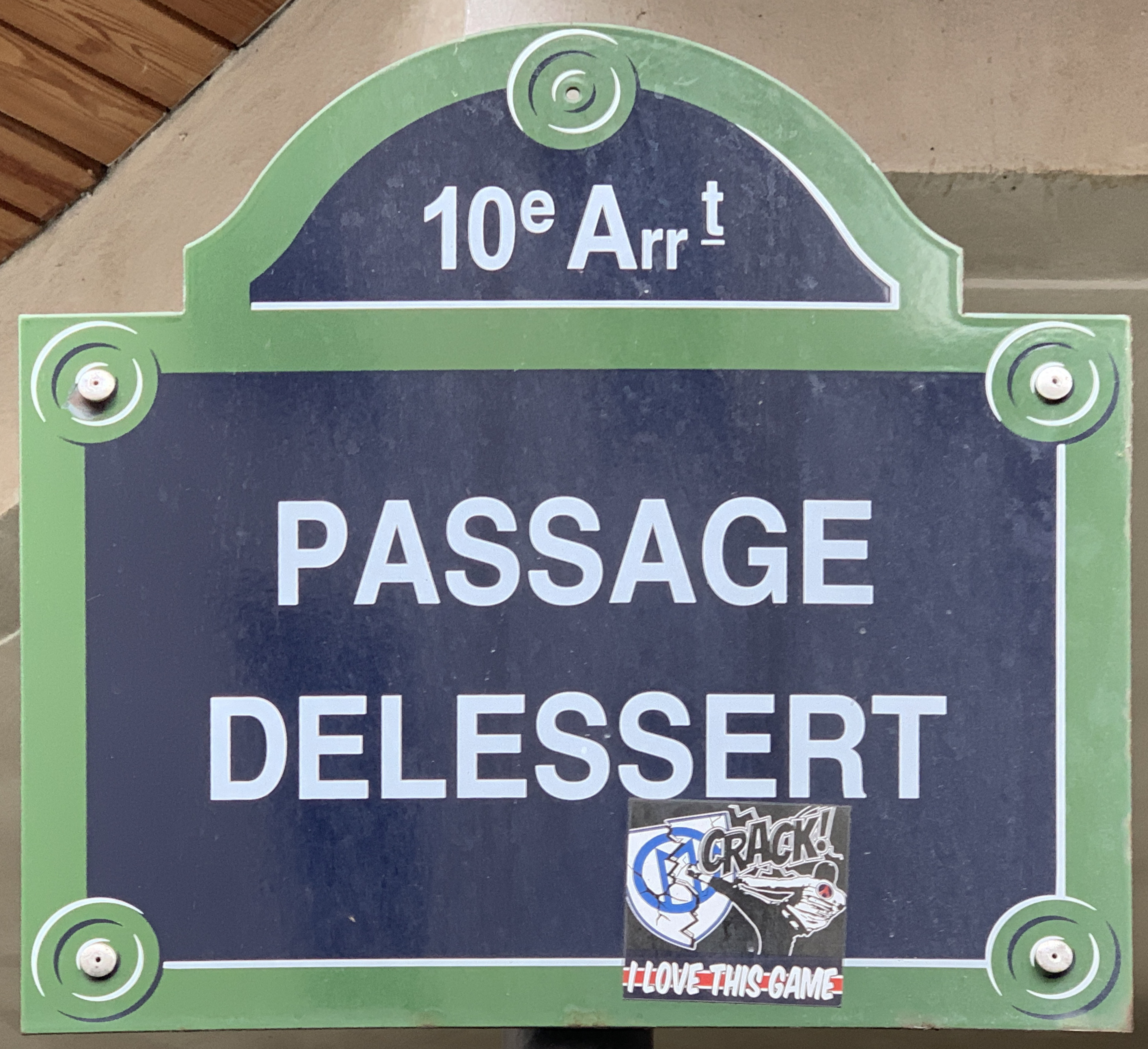
Plaque du passage.

Cette voie a reçu le nom du propriétaire du terrain sur lequel elle fut ouverte,.

## Historique
Vers 1830, M. Alexandre Delessert fit ouvrir sur ses terrains deux rues de chacune 12 mètres de largeur. Ce propriétaire n'ayant pas exécuté les conditions imposées par l'administration municipale, les deux percements ont été fermés par des grilles, et ils ont porté jusqu'en 1842 le nom de « passages Delessert », date à laquelle ils ont pris le nom de « passages Feuillet » avant que l'une des voies ne devienne la rue Pierre-Dupont et l'autre reprenne le nom de « passage Delessert ». 
Rachetée par des investisseurs, elle est lotie à partir de mars 1879. Elle a été classée à l'inventaire des voies parisiennes le 5 février 1891.